# Gewestelijk Expresnet
Het Gewestelijk Expresnet (GEN; Frans: Réseau Express Régional, RER) is een project voor de realisatie van een netwerk van voorstadstreinen in en rond Brussel. De bedoeling is snellere en frequentere verbindingen te realiseren in een straal van ongeveer 30 km rond Brussel. De naam komt van de RER in en om Parijs; de Nederlandse benaming is een letterlijke vertaling daarvan.
Globaal moest het netwerk in dienst gesteld worden in 2012 maar ten gevolge van vertragingen van sommige infrastructuurwerken zullen bepaalde delen niet operationeel zijn voor 2025.
Het spooronderdeel van het GEN werd (na CityRail) op 13 december 2015 hernoemd naar S-trein Brussel of S-net Brussel, naar analogie met de "S" van de (voor)stedelijke treinnetwerken in Duitsland, Oostenrijk en Zwitserland, maar ook in Kopenhagen, Milaan en Praag. S staat voor (voor-)Stedelijk, Stad, Snel of Suburbain in het Frans.
De MOBIB-kaart, een gemeenschappelijke betaalkaart, wordt door de verschillende vervoersmaatschappijen geleidelijk ingevoerd. In eerste instantie gaat het over één kaart die de tickets van de verschillende vervoersmaatschappijen draagt. In 2017 kondigde de Belgische federale minister van mobiliteit aan dat er werk gemaakt zou worden van een tariefintegratie op basis van de MOBIB-kaart.

## Geschiedenis
Het netwerk van het GEN kent een lange geschiedenis en er zijn vele verschillende plannen geweest voor het op 13 december 2015 officieel van start ging. Vooraleer de echte planningsfase van het GEN begon, werden er in de jaren 1970 al nieuwe stations geopend op spoorlijn 26, in combinatie met een relatief frequente treindienst. In de late jaren '80 werd uit verschillende studies duidelijk dat het aantal pendelaars in de onmiddellijke omgeving van Brussel aan de lage kant was, ondanks het grote potentieel van de aanwezige spoorlijnen. Het STAR21-plan van de NMBS uit 1989 ambieerde ook de uitbreiding van de voorstadsbediening. Het zou tot 1999 duren vooraleer de beslissing genomen werd om het GEN daadwerkelijk uit te werken en de nodige infrastructuurinvesteringen te doen. In 2004 werd begonnen met de eerste infrastructuurwerken, terwijl in 2008 het contract voor de aankoop van de benodigde Desiro-treinstellen gesloten werd.

### CityRail

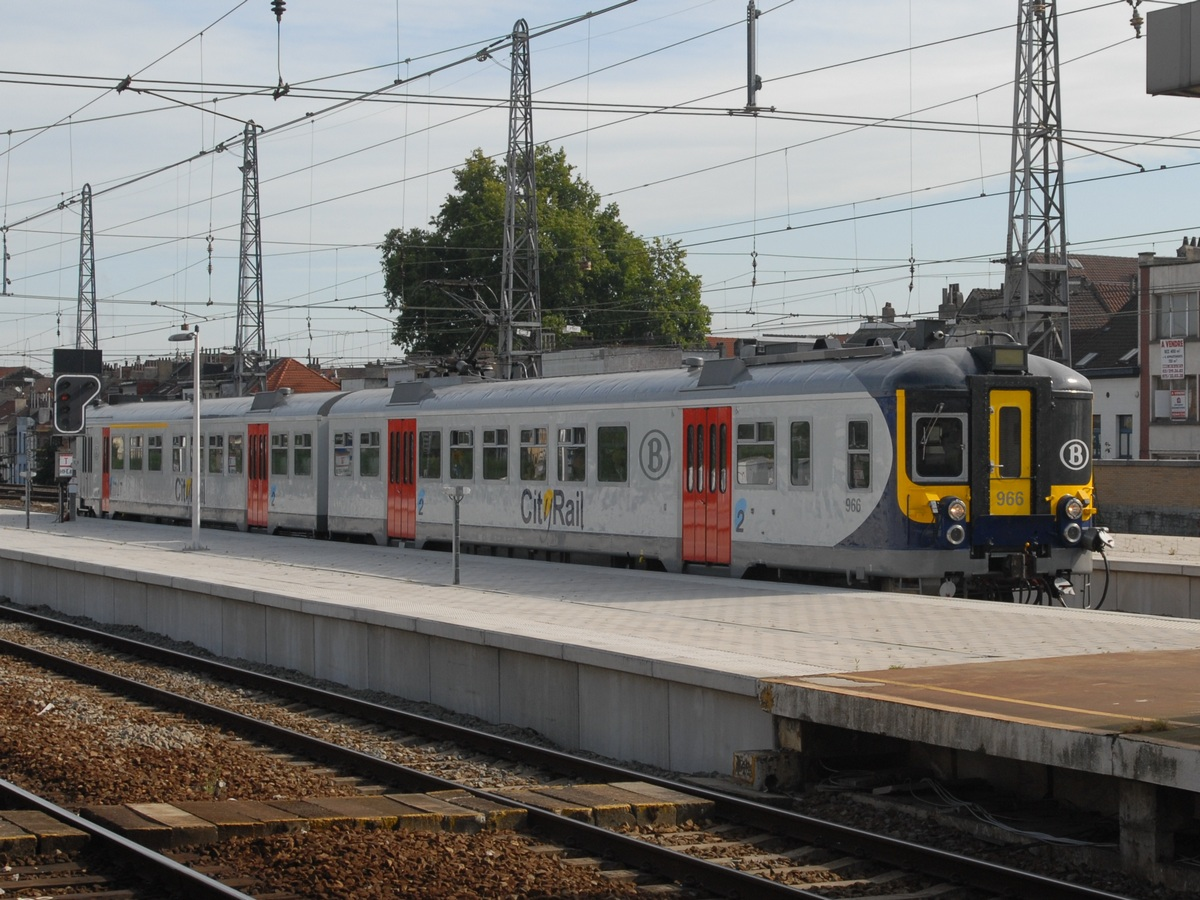
Gemoderniseerd klassiek motorstel voor CityRail

Als proef heeft de NMBS zogenaamde CityRail-treinen ingevoerd, met gerenoveerde treinstellen op de bestaande L-treinen. Behalve CR 1 reden alle lijnen door de Noord-Zuidverbinding. Er waren aanvankelijk vijf CityRail-lijnen, vanaf december 2005 waren het er zes. Na verloop van tijd gingen de CR-treinstellen ook vaak op niet-CR-lijnen rijden. Met ingang van de dienstregeling 2013, op 9 december 2012, verdween de benaming CityRail weer en werden alle treindiensten weer L-treinen. De CityRail-lijnen waren:
- CR 1: Aalst - Denderleeuw - Brussel - Etterbeek - Eigenbrakel
- CR 2: Dendermonde - Brussel - Halle - Geraardsbergen
- CR 3: Brussel - Etterbeek - Louvain-la-Neuve-Université
- CR 4: Zottegem - Denderleeuw - Brussel
- CR 5: Aalst - Denderleeuw - Brussel
- CR 6: Leuven - Brussel - 's-Gravenbrakel

### Plan 2004, 'Horizon 2012'
Het GEN werd voor de eerste keer officieel voorgesteld in 2004. Volgens dit plan zou het GEN in 2012 in gebruik genomen worden en bestaan uit een stervormig netwerk met acht lijnen. In deze plannen zou het GEN een hoogfrequent voorstadsnet vormen waar op de meeste lijnen een frequentie van vier treinen per uur per richting gehaald zou worden.

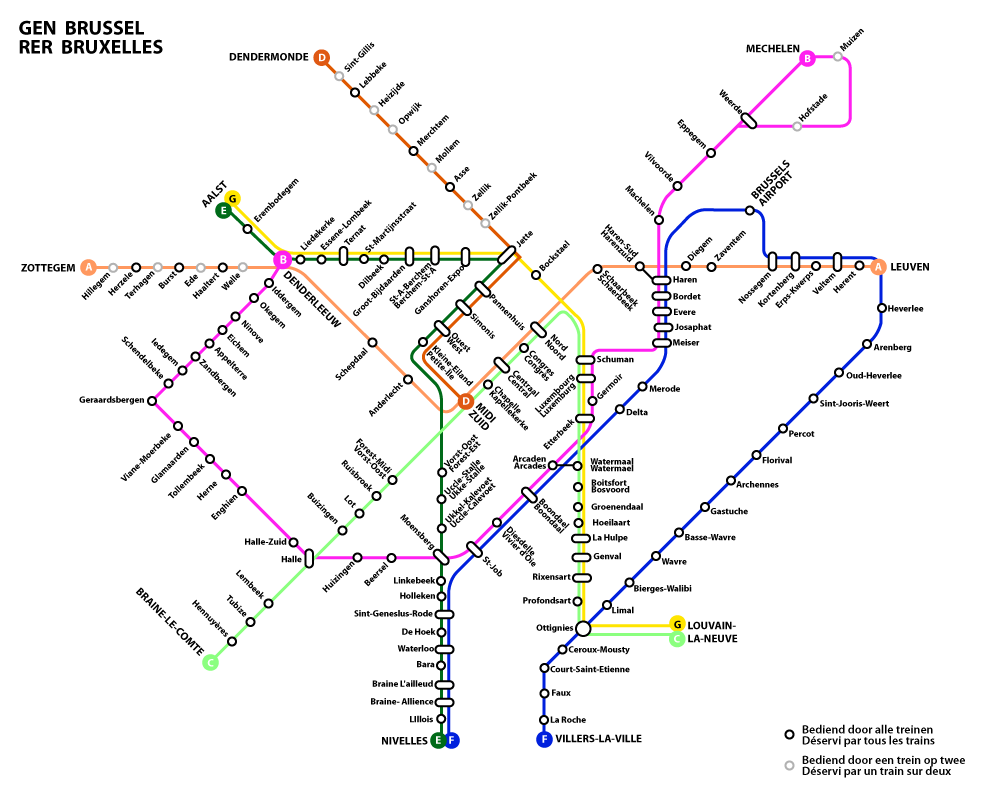
Een oude versie van het GEN, 2011.

Later werd dit plan aangepast tot een netwerk met negen lijnen:
- Lijn 1: Arenberg - Leuven - Brussel - Zottegem / Geraardsbergen (via Noord-Zuidverbinding)
- Lijn 2: Nijvel - Brussel - Ottignies - Louvain-la-Neuve (via Noord-Zuidverbinding)
- Lijn 3: Leuven - Brussels Airport - Brussel - Eigenbrakel (via tunnel Schuman-Josaphat en spoorlijn 26)
- Lijn 4: Mechelen - Brussel - Halle - Geraardsbergen (deels via Noord-Zuidverbinding, deels via de Schuman-Josaphattunnel en spoorlijn 26)
- Lijn 5: Aalst - Denderleeuw - Bockstael (+ Noord-Zuidverbinding en spoorlijn 28)
- Lijn 6: Dendermonde - Brussel - Halle - 's-Gravenbrakel (via Noord-Zuidverbinding)
- Lijn 7: Halle - Vilvoorde (via spoorlijn 26)
- Lijn 8: Aalst - Brussel - Ottignies - Louvain-la-Neuve (via verbinding Bockstael-Schuman)
- Lijn 9: Villers-la-Ville - Ottignies - Waver

Ondertussen raakte de Noord-Zuidverbinding echter meer en meer verzadigd waarvoor men ervoor ging kiezen om minder treinen door deze bottleneck te sturen. In deze generatie plannen werden de lijnen aangeduid met letters, zoals in het plan uit 2011 dat men hiernaast kan terugvinden.
Met het nieuwe vervoersplan van de NMBS in december 2014, werden bepaalde nieuwe delen van het GEN effectief in gebruik genomen. Dit gebeurde nog niet onder de GEN-naamvoering. Het nieuwe vervoersplan maakt enkel gebruik van de ontdubbeling van verschillende lijnen van twee naar vier sporen (zodat lokaal van interregionaal vervoer gescheiden kan worden) die in de voorgaande jaren werden uitgevoerd.

### Plan 2015

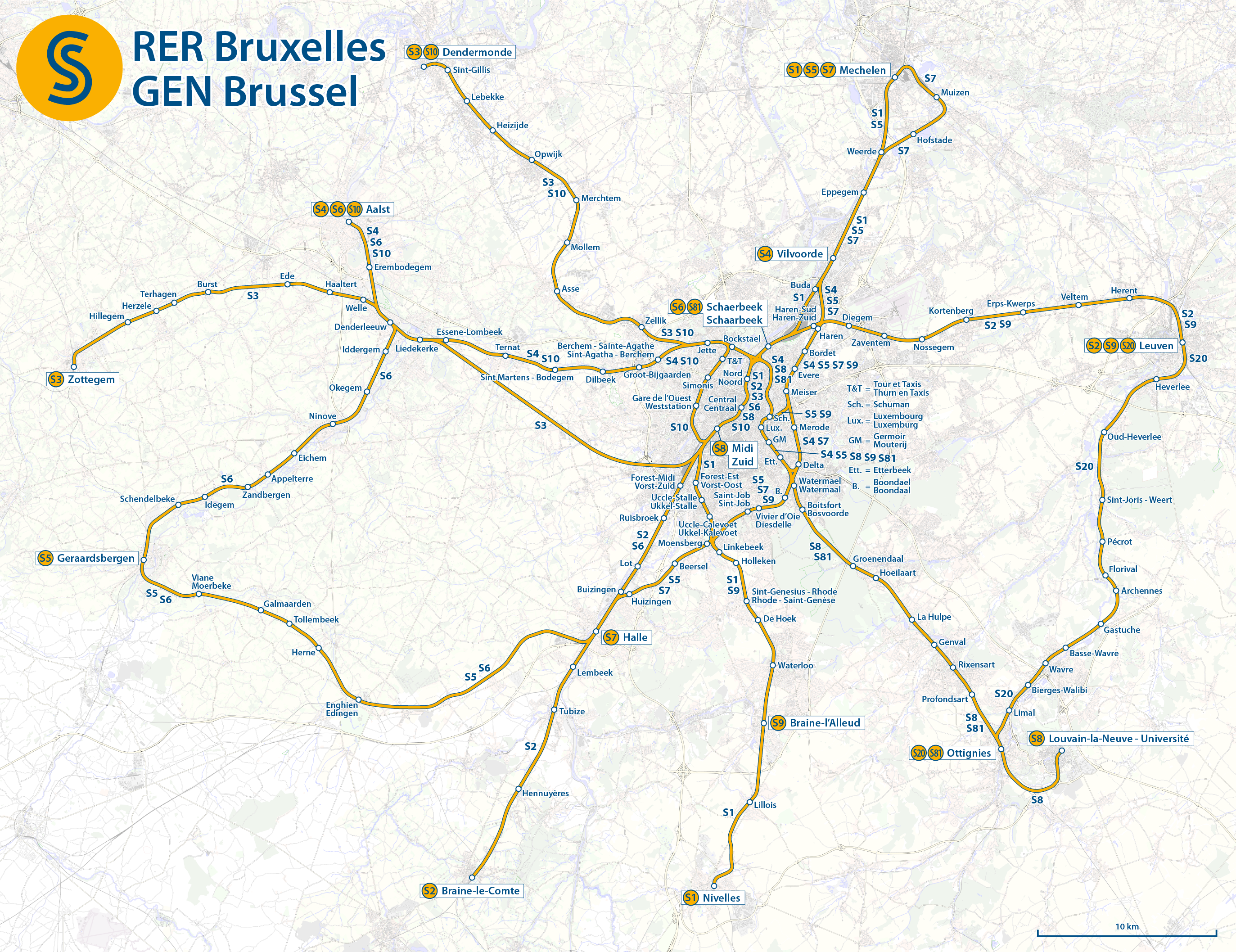
GEN, 2016.

Op 23 maart 2015 hebben CEO van de NMBS Jo Cornu en federaal minister voor Mobiliteit en Transport Jacqueline Galant het uiteindelijke plan voor het Gewestelijk ExpresNet voorgesteld. De lanceerdatum was 13 december 2015 en tegen 2025 moet het hele GEN in gebruik genomen zijn. Bij de lancering zouden er 12 lijnen bereden worden die aangeduid zullen worden met de letter "S" (afkomstig van S-Bahn) gevolgd door een cijfer. Lijnen 1 tot 10 zullen door Brussel zelf lopen terwijl de lijnen met een nummer hoger dan 20 in de voorsteden zullen rijden. Aanvankelijk waren er in maart 2015 vier S2x-lijnen (S20 - S23) voorzien. De lijnen Ottignies - Villers-la-Ville (S21), Dendermonde - Mechelen (S22) en Mechelen - Leuven (S23) zullen niet als voorstadstrein aangeboden worden en blijven bestaan als L-trein.
Uiteindelijk diende de ingebruikname van de Schuman-Josaphattunnel en bijhorende lijnen S5 en S9 uitgesteld tot april 2016 vanwege de terreurdreiging in Brussel eind november 2015.
De S-treinen maken voor het grootste deel gebruik van al bestaande spoorlijnen in en rond Brussel. De voornaamste nieuwe spoorverbinding is de 1.250 m lange Schuman-Josaphattunnel (verbinding tussen spoorlijn 161 en spoorlijn 26). Een veelvoud aan infrastructuurwerken is nodig om de capaciteit van de bestaande spoorlijnen op te voeren om het geplande treinaanbod te realiseren. Het gaat voornamelijk over het verdubbelen van het aantal sporen (van twee naar vier) op de hoofdlijnen die vertrekken van Brussel naar Halle, Leuven, Ottignies, Nijvel en Denderleeuw.
In een volledig operationeel GEN (uitgesteld tot 2025) zouden de S-treinen op de hoofdlijnen tijdens de spits vier keer per uur per richting rijden en buiten de spits twee keer per uur per richting. Bij de start van het GEN in 2015 is dit niet op alle lijnen het geval. Voor de GEN-diensten werden nieuwe treinstellen besteld. Er openden extra haltes op de lijnen waar de S-treinen rijden. Zo werd op 10 december 2007 langs spoorlijn 26 de halte Diesdelle in gebruik genomen. Het flankerend beleid bestaat uit de aanleg van fietsenstallingen en parkeerplaatsen bij de stations. Tegelijkertijd verbetert ook het aansluitende busvervoer.
Op 13 december 2015 startte het voorstadsnet onder de naam "S-net". Het logo bestaat uit een kobaltblauwe 'S' op een oranje schijf. Een dag later werd het station Mouterij geopend. Daarnaast werd ook het station Thurn-en-Taxis, het voormalige station Pannenhuis, geopend. Een belangrijk onderdeel van het S-net, de ingebruikname van de Schuman-Josaphattunnel, werd vanwege de terreurdreiging in Brussel eind november 2015 uitgesteld tot 4 april 2016. Tegelijkertijd werd de verbindingsboog tussen spoorlijn 26 en 25N in gebruik genomen. 
Op 11 december 2016 is de ingebruikname van de verdubbelde lijn 50A voorzien, tezamen met de opening van de nieuwe halte Arcaden (afgewerkt sinds 2009) en een frequentieverhoging van lijn S9.

### Vervoersplan 2020
Op 13 december 2020 ging een nieuw vervoersplan van start, met de bijhorende wijzigingen in het S-net:
- Opening van station Anderlecht met bediening van de S3-trein.
- Nieuwe verbinding S3 Zottegem-Brussel-Schaarbeek in het weekend. Deze S3 bedient het nieuwe station Anderlecht. Hillegem, Terhagen, Ede en Welle krijgen een uurbediening op zaterdag en zondag.
- De S4-verbinding rijdt vanaf 13 december verder naar Mechelen en stopt vanaf dan bijkomend in Eppegem, Hofstade, Muizen en Mechelen.
- De S7-verbinding rijdt vanaf 13 december niet verder dan Vilvoorde.
- De S10-verbinding wordt tijdens de vakantieperiode opgesplitst in twee delen en keert dus niet meer in Brussel-Zuid.

### Vervoersplan 2021
In het kader van het vervoersplan 2021-2023 worden er op 13 december 2021 wijzigingen doorgevoerd aan het vervoersplan, waardoor er wijzigingen gebeuren in het S-net:
- De S3-verbinding Zottegem-Schaarbeek rijdt niet meer tijdens de spits. De S8 neemt deze verbinding over tussen Brussel-Noord en Zottegem
- De S6-verbinding rijdt door werken aan het station van Denderleeuw niet meer tussen Aalst en Denderleeuw. Tijdens de spits is er een bijkomende rit heen van Aalst naar Geraardsbergen. Deze trein stopt bijkomend in Erembodegem.
- De S8-verbinding rijdt een keer per uur tijdens de weekdagen verder naar Zottegem.
- De S9-verbinding vertrekt ieder uur tijdens de week in Landen i.p.v. enkel de spits.
- De S10-verbinding wordt nu zowel tijdens de schoolperiode als de vakantieperiode opgesplitst in twee delen: een deel Aalst-Denderleeuw-Jette-Noord-Zuid-Brussel-Zuid en een deel Dendermonde-Jette-Spoorlijn 28- Brussel-Zuid

Sinds 7 februari 2022 wordt de IC-27 Charleroi-Centraal - Brussels Airport aangeduid als S19. Deze naamswijziging is ook van toepassing op de weekendverbinding Eigenbrakel - Leuven.
Sinds 21 februari 2022 rijdt de S9-verbinding Landen - Brussel-Schuman - Eigenbrakel verder naar Nijvel.
Tijdens het weekend vanaf 19 april 2022 rijden de S19-treinen Leuven - Brussel-Schuman - Eigenbrakel verder tot in Nijvel en stoppen zij ook in Lillois.

### Vervoersplan 2024
Sinds het vervoersplan van 15 december 2024 werden de S-treinen gewijzigd tussen  Geraardsbergen, Denderleeuw en Zottegem:
- De S3-verbinding rijdt vanaf Brussel-Zuid via Halle naar Geraardsbergen (met in de spits en het weekend ritten tot Denderleeuw) in de plaats van via Denderleeuw naar Zottegem.
- De S6-verbinding wordt beperkt tot het traject Zottegem-Denderleeuw-Geraardsbergen en rijdt niet in het weekend.

## Lijnen
| Serie | Treinsoort             | Route                                                                                                  | Bijzonderheden |
| ----- | ---------------------- | --- | --- |
| S 1   | S-trein Brussel (NMBS) | Charleroi-Centraal – /Nijvel – Brussel-Zuid – Mechelen – Antwerpen-Centraal                            | Op zondag een deel Brussel-Noord - Nijvel en een deel Brussel-Zuid - Antwerpen-Centraal. Tijdens de week eerste en laatste ritten van/naar Charleroi-Centraal.     |
| S 2   | GEN (NMBS)             | 's-Gravenbrakel – Brussel-Zuid – Leuven                                                                | Rijdt 1×/u. op zondag. |
| S 3   | GEN (NMBS)             | [ Denderleeuw – ] Geraardsbergen – Brussel-Zuid – [ Dendermonde ] / [ Schaarbeek ]                     | Rijdt tijdens de spits vanaf/naar Denderleeuw. Tijdens de spits extra ritten Geraardsbergen-Schaarbeek. Rijdt tijdens het weekend Denderleeuw-Brusssel-Noord.      |
| S 4   | GEN (NMBS)             | Aalst – Brussel-Schuman – Mechelen                                                                     | Rijdt alleen op werkdagen. |
| S 5   | GEN (NMBS)             | [ Geraardsbergen – ] Edingen – Halle – Brussel-Schuman – Vilvoorde – Mechelen                          | Rijdt in de spits van/naar Geraardsbergen. Rijdt in het weekend tussen Halle en Mechelen. Rijdt tijdens de vakantieperiode 1x/u enkel tussen Halle en Mechelen.    |
| S 6   | GEN (NMBS)             | Zottegem – Denderleeuw – Geraardsbergen                                                                | Rijdt alleen op werkdagen. Tijdens de spits een rit vanaf Oudenaarde.                                                                                              |
| S 7   | GEN (NMBS)             | Halle – Merode – Vilvoorde                                                                             | Rijdt alleen op werkdagen. |
| S 8   | GEN (NMBS)             | Zottegem – Brussel-Zuid – Brussel-Schuman – Ottignies – Louvain-la-Neuve                               | Rit naar Zottegem rijdt niet in het weekend. Een rit rijdt dagelijks tussen Brussel-Zuid - Ottignies. Een rit rijdt dagelijks tussen Ottignies - Louvain-la-Neuve. |
| S 81  | GEN (NMBS)             | Schaarbeek – Brussel-Schuman – Ottignies                                                               | Rijdt enkel tijdens de spits tijdens het schooljaar |
| S 9   | GEN (NMBS)             | Landen – Leuven – Brussel-Schuman – Nijvel                                                             | Rijdt alleen op werkdagen. |
| S 10  | GEN (NMBS)             | Dendermonde – Brussel-West – Brussel-Zuid – Aalst                                                      | Tijdens de spits extra ritten Aalst-Brussel-Zuid |
| S 19  | GEN (NMBS)             | [ Leuven – ] Brussels Airport-Zaventem – Brussel-Luxemburg – Eigenbrakel – Nijvel – Charleroi-Centraal | Rijdt in het weekend tussen Leuven en Nijvel. |
| S 20  | GEN (NMBS)             | Leuven – Waver – Ottignies                                                                             | |

## Infrastructuur
Op 23 augustus 2006 werd symbolisch de eerste spade gestoken op de lijn naar Ottignies, hoewel verschillende infrastructuurwerken al enkele jaren in uitvoering waren.
De werkzaamheden houden in:
- Uitbreiding van 2 naar 4 sporen op verschillende lijnen.
- Bouw nieuwe spoorbruggen voor de verhoogde capaciteit.
- De Schuman-Josaphattunnel, een verbinding tussen spoorlijn 161 en spoorlijn 26. Daarbij hoort ook de verbouwing van het station Brussel-Schuman
- De renovatie van bestaande stopplaatsen.
- De opening van nieuwe stopplaatsen, waaronder Arcaden, Mouterij en Diesdelle.

Kleinere onderdelen die voor het GEN gebouwd werden, zoals station Diesdelle, werden al geleidelijk in dienst genomen vóór de officiële start in december 2015. De voor het GEN bestelde Desiro-treinen werden vanaf 2011 geleverd. 

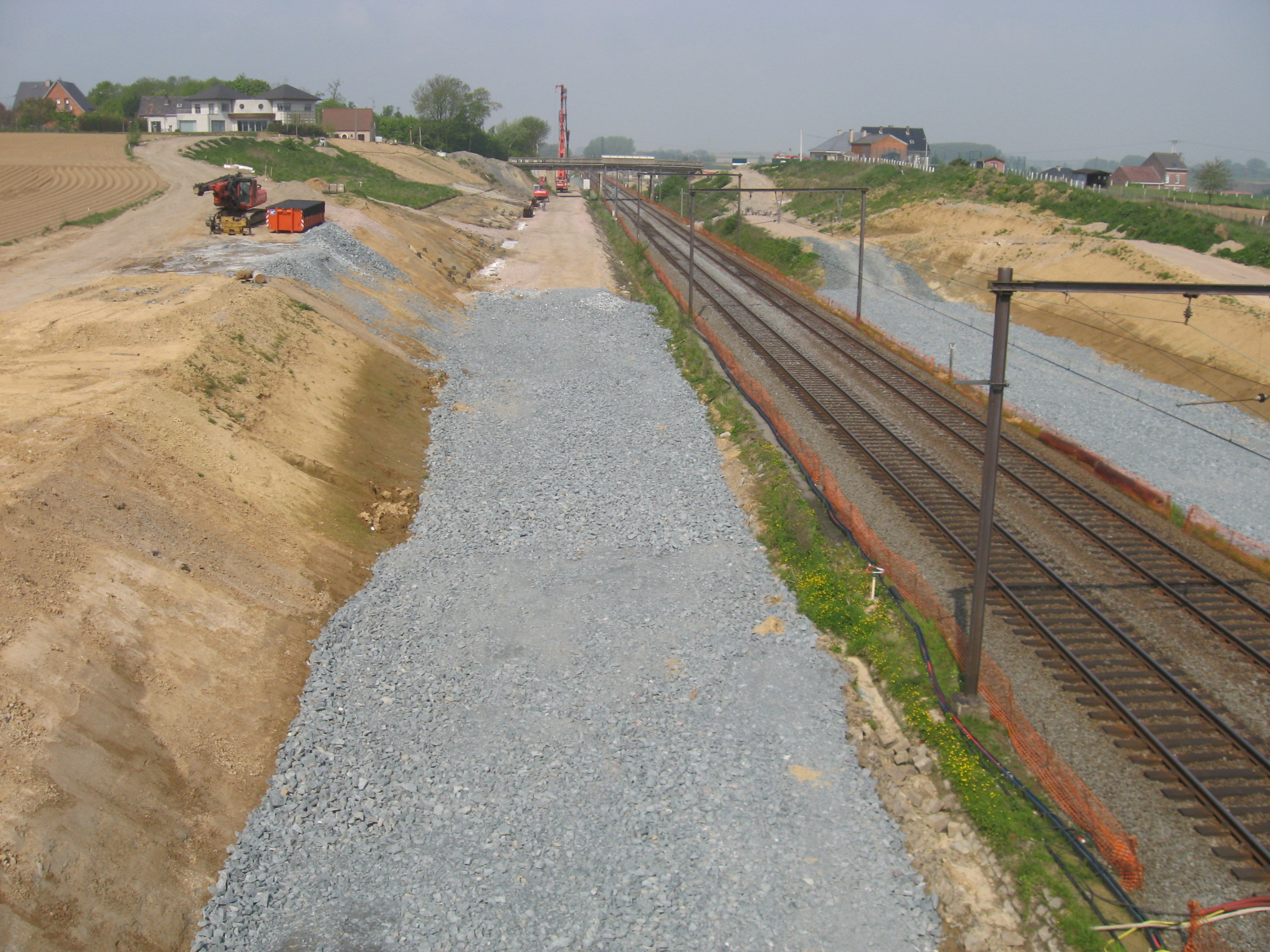
Bij Schepdaal wordt de huidige spoorlijn 50A verdubbeld naar vier sporen. (9 mei 2010)
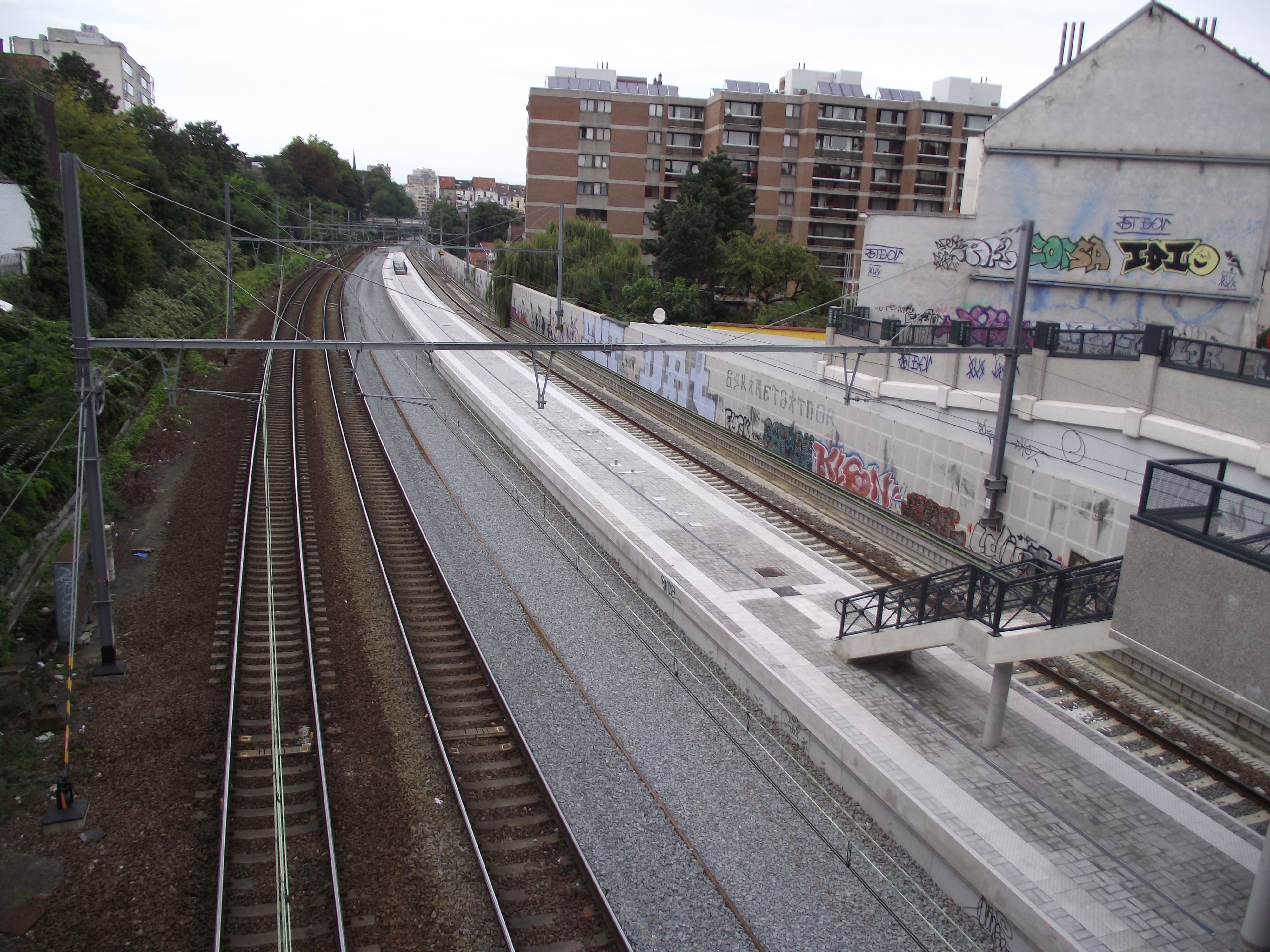
Nieuw middenperron voor het  station Mouterij (Germoir). (19 september 2010)

## Stations
In het kader van het GEN zijn er heel wat nieuwe stations of heropeningen van bestaande gesloten stations bestudeerd. Aanvankelijk werden er door de NMBS slechts 8 nieuwe GEN-stations gepland: (Diesdelle, Arcaden, Arenberg, Braine-Alliance, Anderlecht, Machelen-Kerklaan, Moensberg en Mouterij). Na een rondvraag bij de drie gewesten werden nog 32 'gewenste' haltes toegevoegd. In het Brussels Hoofdstedelijk Gewest gaat het om de bijkomende haltes als: De Trooz (spoorlijn 50), Klein-Eiland (spoorlijn 28), Frans Lyceum (Ukkel, spoorlijn 26), Rogierlaan (spoorlijn 161) en Sint-Joost (spoorlijn 161). Voor Vlaanderen ging het om dertien haltes, waaronder onder andere de haltes: Zellik-Pontbeek, Leuven-Park, Ninove-Oost en Beert-Bellingen. Het Waalse Gewest vroeg zes haltes waaronder de halte Bara aan spoorlijn 124 tussen Waterloo en Eigenbrakel. Vanwege beperkte werkingsmiddelen van de NMBS en Infrabel zal er slechts een fractie van deze haltes aangelegd worden.
Het eerste station dat in het kader van het GEN geopend werd was Diesdelle in 2007. Bij de lancering van het GEN in 2015 werden stations Thurn en Taxis en Mouterij geopend. In 2016 volgde dan het station Arcaden. In 2020 volgde het station Anderlecht.
| Station                    | Lijn(en) | Status |
| -------------------------- | -------- | --- |
| Arcaden                    | 26       | Geopend op 11 december 2016. |
| Arenberg                   | 139      | Aanvankelijk voorzien, niet bevestigd. |
| Braine-Alliance            | 124      | Werken gestart in 2010, opening aanvankelijk voorzien in 2016. Enkel ruwbouw afgewerkt.                                                                                 |
| Anderlecht                 | 50A      | Geopend op 13 december 2020 |
| De Jamblinne de Meux       | 161A     | Aanvankelijk voorzien, geschrapt wegens tegenstand gemeente |
| Diesdelle                  | 26       | Geopend op 10 december 2007 |
| Erasmus                    | 50A      | Start werken eerst gepland voor 2017, afgesteld in 2017 |
| Ganshoren-Expo             | 60       | Start werken eerst gepland voor 2017, afgesteld in 2017 |
| Halle-Zuid                 | 94       | Gevraagd door Vlaams Gewest, als prioriteit opgenomen in 'Vlaamse spoorstrategie', geen actie door NMBS.                                                                |
| Josaphat                   | 26       | Gevraagd door Brussels Gewest, (nog) geen actie door NMBS. Wel een mogelijke verplaatsing van het station Evere in het kader van het stadsproject Josaphat              |
| Kuregem                    | 28       | Heropening. Start werken in 2017. Anno 2017 "geen prioriteit" voor NMBS.                                                                                                |
| Machelen-Kerklaan          | 25/27    | Herlokalisatie van station Buda (en station Machelen) naar locatie tussen Kerklaan en Nieuwbrugstraat. Bouwvergunning aangevraagd In maart 2020 definitief geschrapt.   |
| Moensberg                  | 124      | Herlokalisatie van het station naar kruising met lijn 124 zodat deze lijn ook bediend kan worden. Werken in uitvoering.                                                 |
| Mouterij                   | 161      | Geopend op 14 december 2015. |
| Schepdaal                  | 50A      | Gevraagd door Vlaams Gewest en gemeente. Bestudeerd, voorlopig niet aanvaard wegens niet rendabel.                                                                      |
| Thurn-en-Taxis             | 28       | Heropening van station Pannenhuis sinds 14 december 2015 |
| Verboekhoven ('Berenkuil') | 161      | Gevraagd door Brussels Gewest. Start werken in 2017 (connectie met metrolijn 3). Anno 2016 "geen steun van de NMBS en Infrabel". Anno 2017 "geen prioriteit" voor NMBS. |

Uit een studie die in 2007 besteld werd door de FOD Mobiliteit bleek dat volgende stations het hoogste potentieel hebben: Mouterij, Wielemans (Vorst), Kuregem, Arcaden en 'Berenkuil' (Verboekhoven). In een andere studie van 'Brussels Studies' uit 2012 bedroeg de top 3 Berenkuil, Mouterij en Pannenhuis. Bij het eerste station werd wel de opmerking gemaakt dat het station moeilijk te realiseren is. Indien de site van Josaphat ontwikkeld zou worden, zou dit eveneens een bruikbare locatie vormen.

## Rollend materieel
De meeste S-treinen worden gereden met MS08 Desiro-treinstellen. Er zijn daarentegen ook MS86-treinstellen die S-diensten (S5 Mechelen - Edingen, S7 Vilvoorde - Halle en S9 Landen - Nijvel) rijden, terwijl op de spitsuren ook gesleepte treinen op de S3-, S6- en S10-verbindingen rijden.
Tijdens de schoolspits rijdt er op de S6 een MW41 tussen Aalst en Geraardsbergen.

## Toekomst

### Volledige ingebruikname
De volledige ingebruikname van het GEN is vertraagd tot 2025. Een belangrijke reden hiervoor zijn vertragingen met de bouwvergunning voor de verdubbeling van spoorlijn 124 in Linkebeek. Begin 2016 bleek dat er ook voor de ingebruikname van de verdubbelde lijn 161 (oorspronkelijk voorzien voor 2016) vertraging te verwachten is. Wat de frequentie van de treinen betreft, worden de aanvankelijk beloofde frequenties (vier keer per uur per richting tijdens de spits en twee keer per uur per richting buiten de spits) nog niet gehaald, omdat de kosten hiervoor (te) hoog zijn en de NMBS grote besparingen dient door te voeren van de regering. De hoge kosten zijn te wijten aan een dure infraheffing per treinstop en aan de wettelijke verplichting om een treinbegeleider op elke trein te hebben.

### GEN voor Antwerpen, Charleroi, Gent en Luik
De NMBS bestudeerde of een GEN voor vier andere grote Belgische steden (Antwerpen, Gent, Luik en Charleroi) opportuun is. Hierbij waren de plannen voor Antwerpen en Gent het meest concreet. In tegenstelling tot het GEN voor Brussel, waar veel infrastructuurwerken nodig waren, zou het rond deze steden voornamelijk om een betere bediening en afstemming op andere modi gaan. De grootste prioriteit zou hierbij naar Antwerpen gaan. De uitvoering van deze plannen waren echter gebonden aan de beschikbaarheid van de nodige middelen.
Vanaf 3 september 2018 zijn deze vier netten van start gegaan. Antwerpen kreeg, naast de S1-trein, er drie andere verbindingen bij. Gent kreeg drie S-verbindingen en Charleroi en Luik elk vier. Deze zijn reeds bestaande L-treinen die werden omgedoopt tot S-trein.

### Financieringsproblemen
Begin februari 2016 moest federaal minister van mobiliteit Jacqueline Galant toegeven dat er grote financieringsproblemen zijn voor de afwerking van het GEN. De verdubbeling van de lijnen 124 (Brussel - Nijvel) en 161 (Brussel - Ottignies) is voor haar geen prioriteit meer. Eerder berichtte ze dat het Gewestelijke Expresnet rond de steden Gent en Antwerpen 'on hold' gezet werd, omdat de weinige middelen eerst naar Brussel zouden gaan. Het project voor een voorstedelijk net rond Antwerpen zou al in een ver gevorderde fase zijn, geholpen door de omstandigheid dat het voornamelijk een betere bediening op bestaande infrastructuur betreft. Er is weinig nieuwe infrastructuur voor nodig. De - voornamelijk Waals-Brabantse - gemeenten die door beide lijnen bediend zouden worden, reageerden teleurgesteld en ook het bestuur van Gent en Antwerpen konden de aankondigingen van de minister niet waarderen. Daags na haar aankondiging om geen prioriteit meer te geven aan de verdubbeling, stuurde ze die bij. Door de kwestie werd de positie van minister Galant in de regering aan het wankelen gebracht. Nadat Galant in april plaats moest ruimen voor de nieuwe minister van mobiliteit François Bellot, kondigde deze laatste in juli 2016 aan extra geld ter beschikking te stellen aan het GEN.